# Kościół św. Piotra w Antiochii
Kościół św. Piotra w Antiochii – kościół, znajdujący się w wykutej grocie na zboczu góry Starius w Antiochii (tur. Antakya).

## Historia
Według tradycji w Knisset Mar Semaan Kefa (Grocie św. Piotra) apostoł ten odprawiał Eucharystię dla wspólnoty. Przez niektórych jest uważana za najstarszy kościół na świecie. Jaskinia ta mogła być pierwszym miejscem kultu starożytnego Kościoła Antiochii. Najstarsze części obecnego kościoła wzniesionego wokół pierwotnej, wykutej w skale jaskini, pochodzą z IV i V wieku. Zawierają serię mozaikowych posadzek oraz kilka fresków, które zachowały się po prawej stronie ołtarza. Kiedy w 1098 r. krzyżowcy zajęli Antiochię podczas pierwszej krucjaty dobudowano obecną fasadę, przebudowaną w 1863 r. na polecenie papieża Piusa IX.

## Opis
Jaskinia o głębokości 13 metrów, szerokości 9,5 m i wysokości 7 metrów. W środku zachowany surowy wygląd groty. Z przodu, przed świątynią, znajduje się ogród, który przez kilkaset lat był wykorzystywany jako cmentarz. W skałach otaczających założenie znajduje się dużo wykutych starożytnych grobowców. W zakrystii jest także wejście do wąskiego korytarza, który miał podobno służyć chrześcijanom jako droga ucieczki na wypadek prześladowań. Grota-kościół św. Piotra znajduje się około 2,5 km na północny wschód od centrum miasta Antiochia.

## Świątynia obecnie
Obecnie kościół służy jako muzeum. Funkcje sakralne pełni tylko w najważniejsze święta religijne lub wspomnienie patrona, św. Piotra (21 lutego).